# Sandaun
Sandaun, officiellement la province du Sepik occidental (West Sepik) est une province de la Papouasie-Nouvelle-Guinée appartenant à la région Momase.

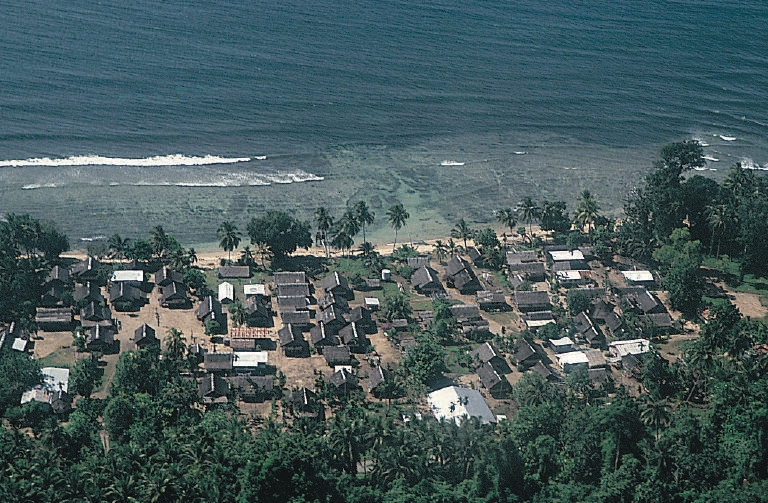
Vue d'un village typique à l'ouest de Vanimo